# マーク・セント・ジョン
マーク・セント・ジョン（Mark St John、本名マーク・レズリー・ノートン Mark Leslie Norton、1956年2月7日 - 2007年4月5日）は、アメリカ合衆国のロック・ギタリスト。キッスの3代目リードギタリスト、ヘヴィメタル・バンドのホワイト・タイガーのリーダーとして知られる。

## 経歴
カリフォルニア州ハリウッド出身。キッス加入前はセッション・プレイヤーやギター家庭教師をしていた。
1984年、キッスの2代目リードギタリストのヴィニー・ヴィンセントの後任を探していたポール・スタンレーに知り合いを辿って見出され、急遽加入。同年にアルバム『アニマライズ』に参加したが、ツアー直前のリハーサル中に関節炎によって腕が腫れ上がってしまい、ギターを弾けなくなった。彼は3公演のみの参加にとどまり、ブルース・キューリックが代役を務めた。同年12月8日付で、4代目リードギタリストになったキューリックと交代する形で脱退する。この日はライブビデオ『アニマライズ・ライブ』の撮影日だった。
セント・ジョンが参加したライブは公式には録音も撮影もされておらず、彼がキッスで活動している姿を確認できるのは『アニマライズ』の収録曲「ヘヴンズ・オン・ファイアー（HEAVEN'S ON FIRE）」のプロモーション・ビデオと、DVD『Kissology Volume Two: 1978–1991』に収録された加入時の紹介映像だけである。彼は後のインタビューでスタンレーとジーン・シモンズへの批判を交えて、「キッスでの扱いは酷く、居心地が悪かった」と回顧している。『アニマライズ』では作詞作曲には一切参加しておらず、既に完成していたメロディにギター音を被せた程度だった。彼はレコーディングの為に雇われたも同然で、ギャラも低かったため非常に不満だったという。
脱退後の1986年、実弟のマイケル・ノートン、元ブラック・サバスにごく短期間参加していたヴォーカリストのデイビッド・ドナートとホワイト・タイガーを結成。しかしアルバム1枚で解散。
1988年にジェフ・スコット・ソートとデモを作成、1990年にはキッスの初代ドラマーだったピーター・クリスとバンドを組むが、採用するレコード会社が現れず、やがて両者の関係の悪化により解散。
その後はギター・インストラクターとして活動するかたわら、インディーズでCDをリリースしたり、2001年にキッスのファンによりシカゴで開催されたイベントにエリック・シンガーやキューリックらと共にゲスト参加するなど地道に活動を続けていたが、2007年4月5日に脳内出血により51歳で死去。
彼の死は、日本でSpacewalk To The Cometの主催によって毎年開催されている『キッス・ミニ・エキスポ』の第4回にゲスト参加を承諾して3日後の出来事だった。同イベントは彼の追悼会がメインとなり、実弟のマイケルやキッスのソロ・プロジェクト関連の人物らが参加した。